# Rubin Kasan
Der FK Rubin Kasan (russisch Футбольный клуб Рубин Казань; tatarisch Рубин Казан футбол төркеме; englisch FC Rubin Kazan; wiss. Transliteration Futbol’nyj klub Rubin Kazan’) ist ein russischer Fußballverein aus Kasan, der Hauptstadt der autonomen Republik Tatarstan. Rubin Kasan spielt mit einer einjährigen Unterbrechung 2022/23 in der höchsten russischen Spielklasse (Premjer-Liga) und wurde in den Spielzeiten 2008 und 2009 russischer Meister sowie im Jahre 2012 russischer Pokalsieger.

## Geschichte

### Sowjetunion
Im Jahre 1936 wurde im Umfeld der Kasaner Flugzeugfabrik Gorbunow eine Fußballmannschaft gegründet, die schnell zum zahlenmäßig stärksten Verein Kasans wurde. Sie spielte zunächst unter den Namen Komanda Leninskowo Rajona („Mannschaft des Rajons Lenin“), Krylja Sowetow, Dinamo, Iskra und schließlich seit 1964 Rubin.
Als eigentliches Geburtsjahr des professionellen Vereins gilt das Jahr 1958. Der damalige Verein Iskra, wie er von 1958 bis 1964 hieß, debütierte in der Klasse B der Russischen Sozialistischen Föderativen Sowjetrepublik.

### Russland
Nach dem Zerfall der Sowjetunion hieß der Verein bis 1993 Rubin-TAN und wurde in die zweite russische Liga aufgenommen. Von 1994 bis 1997 spielte das Team aus Tatarstan in der dritten russischen Liga. 2002 wurde unter der Leitung des neuverpflichteten Cheftrainers Gurban Berdiýew die Meisterschaft der zweiten Liga gewonnen und die Mannschaft stieg erstmals in die Premjer-Liga auf, die höchste russische Profiliga. Rubin beendete seine erste Saison im russischen Oberhaus auf Platz 3 und qualifizierte sich unmittelbar für den UEFA-Pokal 2004/05. In der zweiten Vorrunde schied der Verein gegen Rapid Wien aus (2:0 in Wien, 0:3 im Heimspiel), gegen die sie auch in der dritten Runde im Intertoto Cup 2007 antreten mussten (1:3 in Wien, 0:0 in Kasan) und abermals verloren und sich somit nicht für den UEFA-Cup 2007/08 qualifizierten. Davor hatten sie sich in der zweiten Runde gegen den ungarischen Vertreter Zalaegerszegi TE FC durchgesetzt.
In der Saison 2008 wurde die Mannschaft zum ersten Mal russischer Meister, nachdem in den ersten sieben Partien der Saison sieben Siege verbucht wurden. Den Titel sicherte sich das Team vorzeitig durch einen 2:1-Erfolg bei Saturn Ramenskoje.
In der Spielzeit 2009 konnte dieser Erfolg durch ein 0:0 gegen Zenit St. Petersburg im vorletzten Saisonspiel wiederholt werden. Dies war möglich, da Spartak Moskau an diesem Spieltag im Moskauer Derby gegen den ZSKA Moskau mit 2:3 verlor. 2009 wurde erstmals das Finale des russischen Pokals erreicht. Am 31. Mai 2009 wurde die Partie gegen ZSKA Moskau mit 0:1 in der Arena Chimki verloren. Aufgrund des Gewinnes der Meisterschaft 2008 und der damit verbundenen direkten Qualifikation zur Champions League nahm die Mannschaft in der Saison 2009/10 zum ersten Mal an dieser teil. Im zweiten Gruppenspiel wurde der Titelverteidiger FC Barcelona, in deren Camp Nou, sensationell mit 2:1 bezwungen. Die Torschützen für die Mannschaft aus Tatarstan waren Alexander Rjasanzew und Gökdeniz Karadeniz. In der Gruppenphase belegte das Team zum Schluss den dritten Rang hinter dem FC Barcelona und Inter Mailand und vor Dynamo Kiew. Infolgedessen spielte Rubin in der Europa League 2009/10 weiter, wo das Team aus Kasan zunächst im Sechzehntelfinale den Hapoel Tel Aviv bezwingen konnte und im anschließenden Achtelfinale dem VfL Wolfsburg erst nach Verlängerung unterlag. Zudem wurde bekannt, dass in dieser Saison trotz höherer finanzieller Mittel durch die Teilnahme an der UEFA Champions League die Spieler am vorletzten Spieltag noch auf drei ausstehende Monatsgehälter warteten.
Im Januar 2010 wurde der GUS-Pokal gewonnen, nachdem im Finale der kasachische Vertreter FK Aqtöbe mit 5:2 bezwungen wurde. Nach der Saison 2010 belegte Rubin den dritten Rang in der Premjer-Liga. Durch den Gewinn der Meisterschaft 2009 und der damit verbundenen direkten Qualifikation zur Gruppenphase der Champions League 2010/11 nahm die Mannschaft zum zweiten Mal hintereinander an dieser teil. In der Gruppenphase erreichte das Team den dritten Platz hinter dem FC Barcelona und dem FC Kopenhagen und vor Panathinaikos Athen. Dadurch spielte Rubin in der Europa League 2010/11 weiter, wo die Mannschaft im Sechzehntelfinale gegen den FC Twente Enschede ausschied.

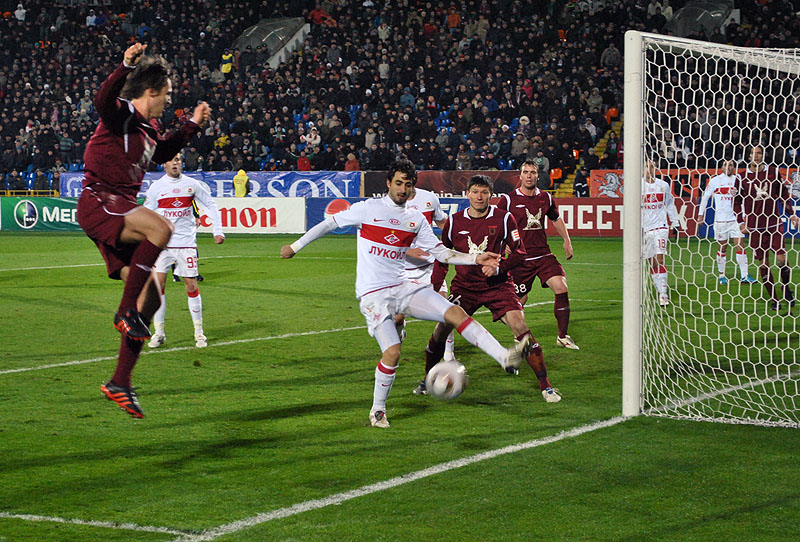
Rubin Kasan – Spartak Moskau

Durch den dritten Platz aus der Saison 2010 nahm die Mannschaft aus Kasan an der dritten Qualifikationsrunde zur Champions League 2011/12, wo Dynamo Kiew aus der Ukraine ausgeschaltet werden konnte. Allerdings unterlag das Team in der anschließenden Play-off-Runde dem französischen Vertreter Olympique Lyon. Somit nahm Rubin Kasan an der Gruppenphase der Europa League 2011/12 teil, wo in der Gruppe A der zweite Platz hinter dem griechischen Verein PAOK Thessaloniki belegt werden konnte. Im Sechzehntelfinale scheiterte Rubin Kasan an Olympiakos Piräus. Im gleichen Jahr wurde der erste nationale Pokalgewinn gefeiert, als am 9. Mai im Endspiel die Mannschaft von Dynamo Moskau im Zentralstadion von Jekaterinburg mit 1:0 durch den Treffer von Roman Eremenko bezwungen wurde.
In der darauffolgenden Europapokal-Saison behauptete sich der Verein in der Gruppenphase der Europa League u. a. gegen Inter Mailand und eliminierte als Gruppensieger im Sechzehntel- und Achtelfinale die spanischen Vertreter Atlético Madrid, den Titelverteidiger, bzw. UD Levante. Im Viertelfinale reichte der 3:2-Sieg gegen den FC Chelsea nach einer 1:3-Niederlage an der Stamford Bridge nicht aus, um das Halbfinale zu erreichen. Dennoch war die Europapokal-Saison 2012/13 damit eine der erfolgreichsten Spielzeiten in der Geschichte des Vereins.
Nach den Erfolgen in den Qualifikationsrunden sowie in der Playoff-Runde, erreichte Rubin die Gruppenphase der Europa League 2013/14. Sie belegten in ihrer Gruppe den ersten Platz und qualifizierten sich damit für die K.O.-Runde, wo sie auf Betis Sevilla trafen, dem sie unterlegen waren und somit aus dem Wettbewerb ausschieden. Am 20. Dezember 2013 wurde der turkmenische Trainer Gurban Berdiýew nach über 12-jähriger Amtszeit entlassen.
Ursprünglich hätte Dynamo Moskau durch den vierten Tabellenplatz 2014/15 an der dritten Qualifikationsrunde zur UEFA Europa League 2015/16 teilnehmen dürfen, wurde jedoch von der UEFA wegen Verstößen gegen das Financial Fairplay ausgeschlossen und durch Rubin ersetzt. In den beiden Qualifikationsrunden konnte die Mannschaft sich gegen SK Sturm Graz und Rabotnički Skopje durchsetzen und erreichte somit die Gruppenphase. Mit FC Liverpool, Girondins Bordeaux und FC Sion bildete Rubin Kasan die Gruppe B des Wettbewerbs, schied allerdings als Tabellendritter aus dem Wettbewerb aus.
Nach 19 Jahren Zugehörigkeit zur höchsten russischen Spielklasse stieg Rubin Kasan am Ende der Premjer-Liga-Saison 2021/22 als Tabellenvorletzter in die zweitklassige Perwenstwo FNL ab.

## Stadion
Der Verein trug bis 2014 seine Heimspiele im 30.133 Zuschauer fassenden Zentralstadion von Kasan aus, das bereits am 25. Juni 1960 eröffnet wurde. 2014 zog Rubin Kasan in die neu erbaute und 45.093 Zuschauer fassende Kasan-Arena (heute: Ak Bars Arena) um.

## Erfolge

### National
- Meisterschaft
  - Russischer Meister: 2008, 2009
  - Russischer Meister in der Ersten Division (entspr. 2. Liga): 2002
  - Russischer Meister in der Zweiten Division (entspr. 3. Liga): 1997

- Pokal
  - Russischer Supercupsieger: 2010, 2012
  - Russischer Pokalsieger: 2012
  - Russischer Pokalfinalist: 2009

### International
- Gruppenphase in der Champions League: 2009/10, 2010/11
  - Oktober 2009: 2:1-Auswärtssieg beim Titelverteidiger FC Barcelona
- Viertelfinale in der Europa League: 2012/13
- GUS-Pokal-Gewinner: 2010

## Aktueller Kader 2023/24
Stand: 4. März 2024
| Nr. |            | Position | Name                     |
| --- | ---------- | -------- | ------------------------ |
| 22  | Russland   | TW       | Juri Djupin              |
| 50  | Russland   | TW       | Jegor Schamow            |
| 66  | Russland   | TW       | Nikita Yanovich          |
| 2   | Russland   | AB       | Jegor Teslenko           |
| 4   | Belarus    | AB       | Aljaksandr Martynowitsch |
| 5   | Usbekistan | AB       | Rustamjon Ashurmatov     |
| 15  | Montenegro | AB       | Igor Vujačić             |
| 26  | Serbien    | AB       | Uroš Drezgić             |
| 27  | Russland   | AB       | Alexei Grizajenko        |
| 31  | Polen      | AB       | Maciej Rybus             |
| 51  | Russland   | AB       | Ilja Roschkow            |
| 70  | Russland   | AB       | Dmitri Kabutow           |
| 6   | Armenien   | MF       | Ugochukwu Iwu            |
| 8   | Serbien    | MF       | Bogdan Jočić             |
| 10  | Schweiz    | MF       | Darko Jevtić             |

| Nr. |             | Position | Name                 |
| --- | ----------- | -------- | -------------------- |
| 18  | Russland    | MF       | Marat Apschazew      |
| 19  | Russland    | MF       | Oleg Iwanow          |
| 21  | Russland    | MF       | Alexander Sotow      |
| 23  | Russland    | MF       | Ruslan Bezrukov      |
| 30  | Argentinien | MF       | Valentín Vada        |
| 33  | Usbekistan  | MF       | Umarali Rakhmonaliev |
| 7   | Serbien     | ST       | Lazar Ranđelović     |
| 9   | Russland    | ST       | Alexander Lomowizki  |
| 11  | Iran        | ST       | Kasra Taheri         |
| 24  | Serbien     | ST       | Nikola Čumić         |
| 44  | Albanien    | ST       | Mirlind Daku         |
| 59  | Russland    | ST       | Daniil Motorin       |
| 77  | Russland    | ST       | Luka Bijelović       |
| -   | Kroatien    | ST       | Marko Čavara         |

## Zweite Mannschaft
Die zweite Mannschaft von Rubin Kasan hat ebenfalls den Profistatus inne und spielt 2024 in der vierthöchsten Spielklasse 2. Liga Division B.

## Bekannte ehemalige Spieler
| Russland - Roman Adamow - Dinijar Biljaletdinow - Denis Bojarinzew - Alexander Bucharow - Wladimir Djadjun - Soslan Dschanajew - Lenar Gilmullin - Maxim Kanunnikow - Fjodor Kudrjaschow - Oleg Kusmin - Alexei Medwedew - Pawel Mogilewez - Dmitri Polos - Igor Portnjagin - Alexander Prudnikow - Alexei Rebko - Alexander Rjasanzew - Sergei Ryschikow - Roman Scharonow - Roman Schirokow - Sergei Semak - Dmitri Sennikow - Igor Simutenkow - Juri Tischkow - Dmitri Torbinski - Andrei Tschernyschow | GUS und ehemalige Sowjetunion - Choren Bairamjan - Ramil Şeydayev - Micheil Aschwetia - Suriko Dawitaschwili - Giorgi Kinkladse - Solomon Kwirkwelia - Nukri Rewischwili - Giedrius Arlauskis - Vitālijs Astafjevs - Aleksandrs Koļinko - Mihails Ziziļevs - Alexandru Gațcan - Wladimir Baýramow - Wahyt Orazsähedow - Marat Bikmaev - Vitaliy Denisov - Marko Dević - Ihor Kalinin - Serhij Rebrow - Sjarhej Karnilenka - Sjarhej Kisljak | Europa - Maxime Lestienne - Blagoj Georgiew - Iwelin Popow - Alexei Eremenko - Roman Eremenko - Yann M’Vila - Viðar Örn Kjartansson - Ragnar Sigurðsson - Salvatore Bocchetti - Marko Livaja - Stjepan Tomas - Moritz Bauer - Rafał Murawski - Gabriel Enache - Gabriel Giurgiu - Carl Starfelt - Darko Jevtić - Đorđe Despotović - Savo Milošević - Veljko Paunović - Branimir Petrović - Chico - Jordi Figueras - Iván Marcano - César Navas - Pablo Orbaiz - Rubén Rochina - Sergio Sánchez - Jonatan Valle - Tomáš Čížek - Richard Dostálek - Jiří Novotný - Adam Petrouš - Hasan Kabze - Gökdeniz Karadeniz - Fatih Tekke - Gökhan Töre | Amerika - Cristian Ansaldi - Alejandro Domínguez - Carlos Eduardo - Gabriel - Jonathas - Roni - Christian Noboa - Damani Ralph - Nelson Valdez - Carlos Zambrano - Guillermo Cotugno - Mauricio Lemos - Andrés Scotti - Salomón Rondón Afrika - Ebou Sillah - Mubarak Wakaso - Alex Song - Obafemi Martins - MacBeth Sibaya - Selim Benachour Asien - Bebars Nathko - Sardar Azmoun - Alireza Haghighi - Mitsuki Saitō |

## Trainer
- Pawel Sadyrin (1998–1999)
- Gurban Berdiýew (2001–2013)
- Javi Gracia (2016–2017)
- Gurban Berdiýew (2017–2019)